# Zagrepčanka

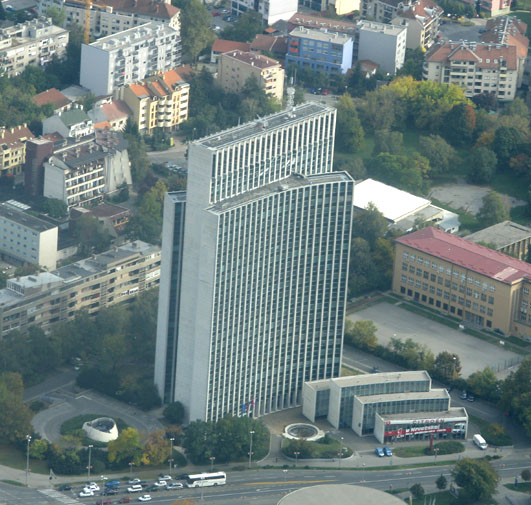
Zagrepčanka vanuit de lucht

Zagrepčanka was de eerste flat in de Kroatische hoofdstad Zagreb die hoger dan 100 meter is. Het gebouw werd in 1976 gebouwd.
Het gebouw is een 94,6 meter hoog kantoorgebouw met een 15,4 meter hoge radioantenne op het dak. Het gebouw heeft 27 verdiepingen en ligt aan de kruising van de straten Vukovarska en Savska.
Het gebouw staat ook wel bekend als de "hellentoren" omdat tien jaar nadat de Zagrepčanka gebouwd was er 100 kilogram zware tegels van de gevel vielen. Enkele jaren geleden is de gevel gerenoveerd, zodat dit incident zich niet meer voordoet.